# Bombardement du Havre
Les bombardements du Havre sont des bombardements aériens menés par les Alliés sur Le Havre en France pendant la Seconde Guerre mondiale, qui eurent lieu entre le 5 et le 11 septembre 1944. Ces bombardements massifs ont fait du Havre (détruite à 82 %) la grande ville où il y a eu le plus de destructions en France.

## Histoire
Le 3 septembre 1944, le lieutenant-général John Crocker, commandant du 1er corps d'armée britannique, qui venait de boucler la ville, propose au colonel Hermann-Eberhard Wildermuth, commandant allemand de la garnison nouvellement assiégée, de se rendre, faute de quoi ses troupes subiraient un bombardement massif. Le refus de Wildermuth est assorti d'une demande que soit évacuée la population civile, ce que Crocker refuse à son tour.
Les bombardements de la Royal Air Force commencent en début de soirée le 5 septembre, et se poursuivront les 6, 8, 10 et 11. Si les attaques du 5 et 6 représentent une tentative infructueuse de provoquer la reddition allemande, celles qui suivent préparent l'assaut terrestre, lancé le soir du 10 septembre et réussi en moins de 48 heures. Le 12 septembre, les troupes anglo-canadiennes entrent au Havre. L'accueil de la population est glacial. Rien à voir avec les scènes de liesse, immortalisées dans le reste de la France. La presse surnomme ces troupes les « libératueurs ». 
Bilan de l'assaut : 9 615 tonnes de bombes explosives, plus 175 tonnes d'engins incendiaires s'abattent sur la ville, notamment sur les quartiers résidentiels. 2 053 civils morts ou disparus et quelque 80 000 sinistrés (dont une partie évacuée hors de la ville bien avant les bombardements). Le nombre d'Allemands tués, peu nombreux, reste inconnu, mais plus de 11 000 sont faits prisonniers, dont Wildermuth, blessé à la cuisse.
Le bombardement du 5 septembre 1944 sur le centre du Havre, et dans une moindre mesure celui du 6, sont censés, selon Crocker, semer la peur et la confusion au sein de la garnison allemande plutôt que de détruire la ville. Ils ont surtout accompli l'inverse. Pour Jean-Baptiste Gastinne, historien et adjoint au maire du Havre : « Le bombardement des quartiers centraux pendant les deux premiers jours est incompréhensible, d'autant que les Alliés avaient toutes les informations à leur disposition ». La forte garnison allemande de 12 000 hommes stationnait en effet sur les hauteurs de la ville, tandis que l'état-major était logé dans des villas cossues de « la côte »,. « Sans doute les Britanniques ont voulu aller vite pour reprendre la ville » ajoute l'historien.
L'empressement de Crocker de prendre la ville s'explique par l'enjeu stratégique que représentait le port du Havre pour les Alliés à un moment où l'ennemi était en pleine déroute et la possibilité d'une victoire rapide se profilait. Cela dit, les bombardements successifs durant toute la guerre, et surtout la destruction systématique du port commencée par la garnison allemande fin août et poursuivie jusqu'à la prise de la ville par les Britanniques, avaient rendu les installations portuaires inutilisables. Il a fallu un effort colossal des Américains, arrivés au Havre le 19 septembre, pour les remettre en service. À partir de ce moment-là, et jusqu'à la fin de la guerre, 1 million de soldats et plus de 1,1 million de tonnes d'approvisionnements destinées aux armées alliées transitent par Le Havre. 1,2 million de soldats y rembarquent avant novembre 1946.